# فلينيو
فلينيو هي بلدية فرنسية تقع في إقليم الأردين التابعة لمنطقة غراند إيست.

## الأماكن والمعالم الأثرية

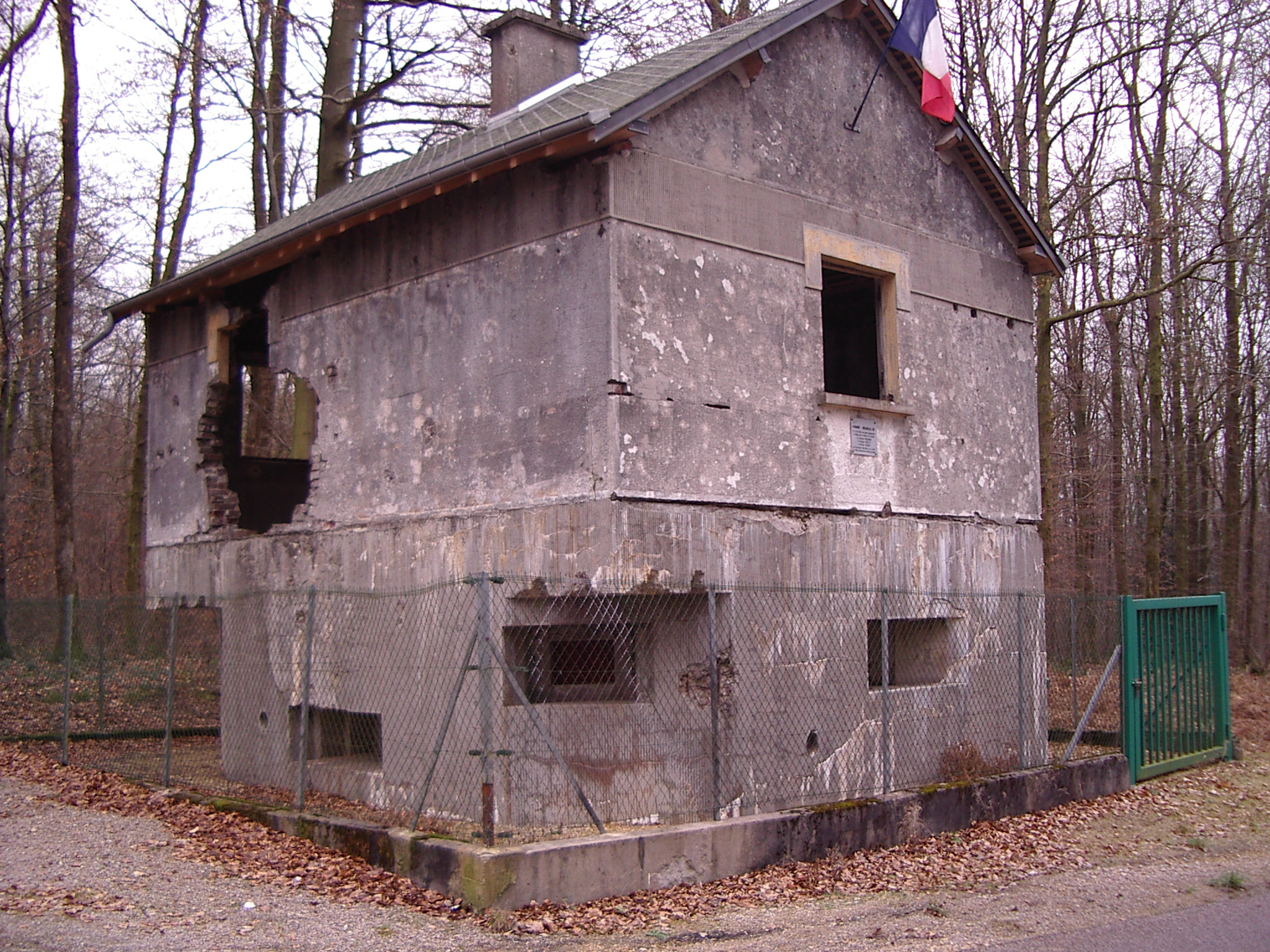
المنزل القلعة.
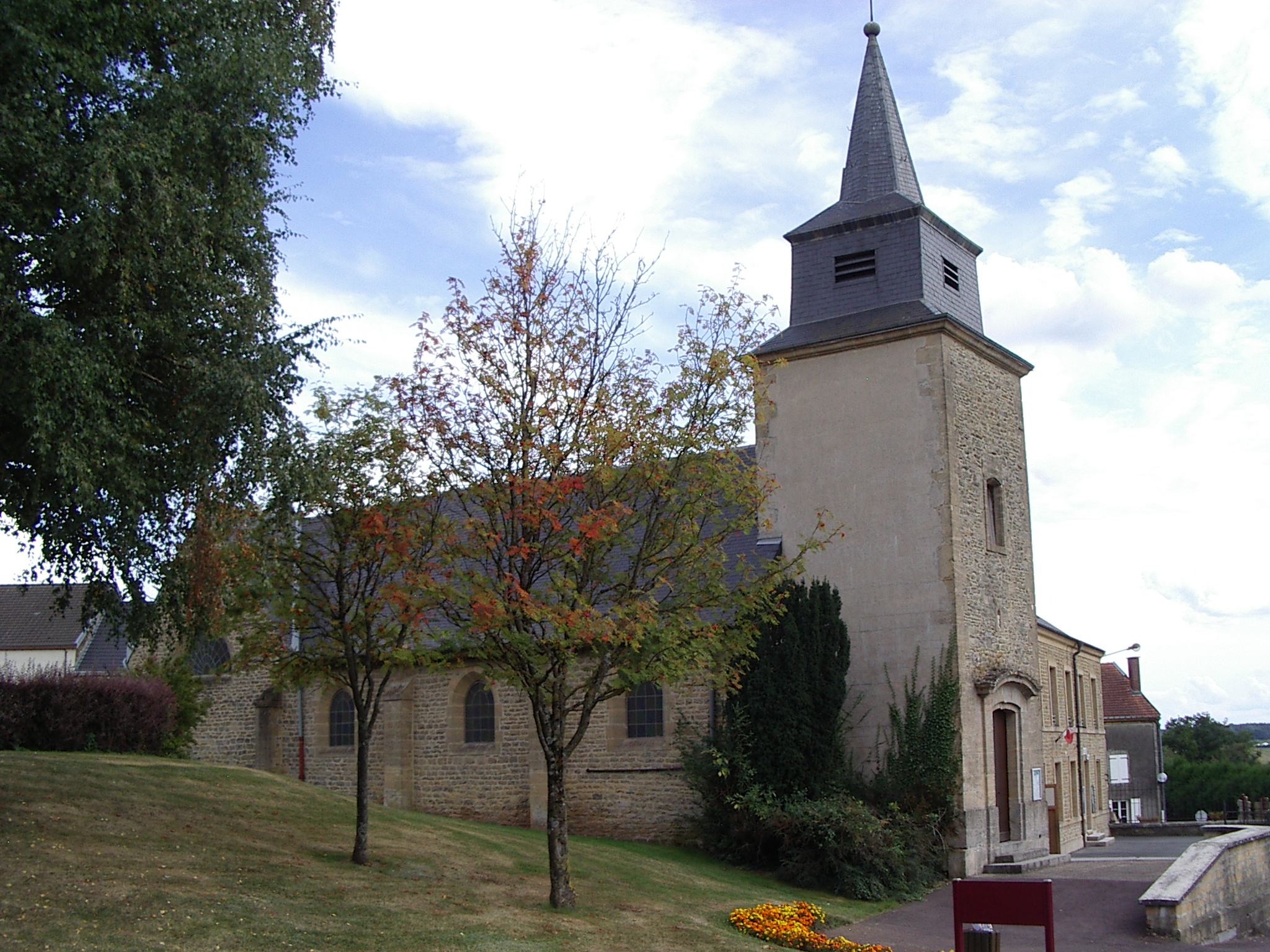
كنيسة الرعية.
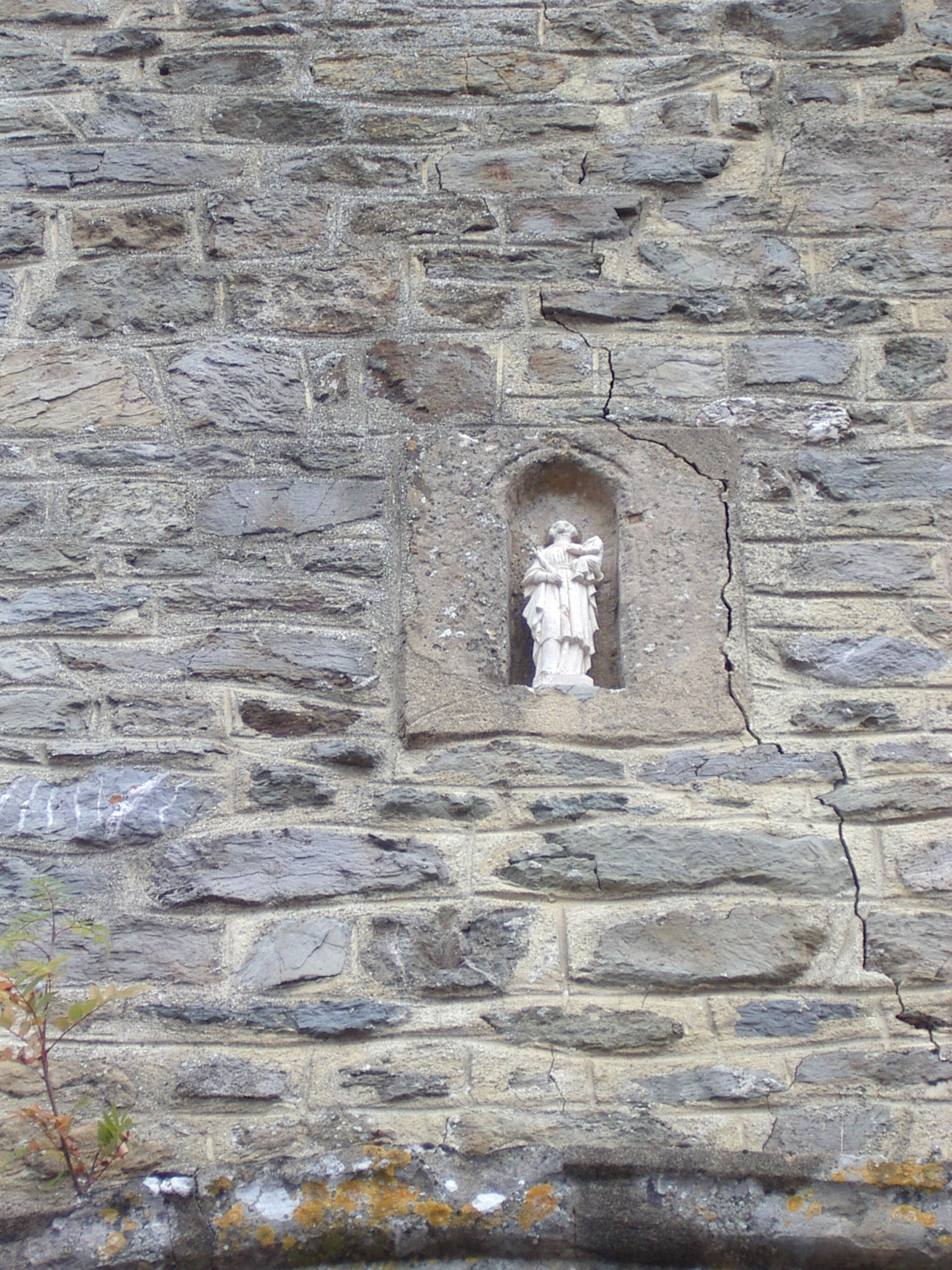
العذراء والطفل في مكانه فوق الشرفة.